# Регіональне блокування
Регіональне блокування (англ. Regional lockout) — запобігання використанню певного продукту (мультимедіа або апаратного пристрою) або послуги поза певним регіоном або територією. Регіональне блокування може бути приведено у виконання через фізичні засоби, за допомогою технологічних засобів, таких як виявлення IP-адреси користувача або з використанням ідентифікаційного коду. Деякі пристрої підтримують тільки певні регіональні технології (такі як відео формати, наприклад, NTSC і PAL).
Регіональне блокування застосовується з кількох причин:
- щоб перешкодити сірому імпорту на ринку, приводячи в життя цінову дискримінацію,
- щоб заборонити користувачам доступ до певного контенту на своїй території
- через юридичні причини
- через цензуру
- тому, що дистриб'ютор не має права на певну інтелектуальну власність за межами зазначеної області.